# Terebra lindae
Terebra lindae é uma espécie de gastrópode do gênero Terebra, pertencente a família Terebridae.